# Jacob Onsrud
Jacob Onsrud (* 23. Februar 1882 in Vestre Toten als Jacob Hanssen; † 4. November 1971 in Østre Toten) war ein norwegischer Sportschütze.

## Erfolge
Jacob Onsrud nahm an den Olympischen Spielen 1920 in Antwerpen in drei Disziplinen im Mannschaftswettbewerb mit dem Armeegewehr im liegenden Anschlag teil. Über 300 m belegte er den sechsten Platz und verpasste über 600 m als Vierter knapp einen Medaillengewinn. Über 300 und 600 m kombiniert gewann er an der Seite von Otto Olsen, Albert Helgerud, Olaf Sletten und Østen Østensen die Silbermedaille hinter dem US-amerikanischen Team und vor der Schweizer Mannschaft.
Sein Bruder Franke Onsrud war ebenfalls olympischer Sportschütze.